# Accomplissements en carrière de Sébastien Loeb
Cette page regroupe les faits marquants de la carrière de Sébastien Loeb en sport automobile ainsi que l'ensemble des distinctions qui lui ont été décernées pour ses accomplissements sportifs ou personnels.

## Championnat du monde des rallyes
1. Le 8 février 2004, Sébastien Loeb devient le premier pilote non nordique à remporter le rallye de Suède.
2. Il efface le record de victoires en une saison de son compatriote Didier Auriol après un septième succès annuel au terme du rallye d'Argentine 2005. Il en remportera un total de dix sur l'ensemble du championnat.
3. Il réalise le Grand Chelem sur terre abrasive lors de la saison 2005.
4. Il bat le record de podiums enregistrés en une saison de Carlos Sainz lors du rallye d'Allemagne 2005 qu'il portera à treize unités à la fin du championnat.
5. Loeb devient le premier pilote à s'imposer sur quatorze rallyes mondiaux différents à l'issue de sa victoire au rallye du Mexique 2006, dépassant le record jusqu'alors détenu par Carlos Sainz.
6. Auteur d'un vingt-septième succès lors du rallye du Japon 2006, il bat le record du plus grand nombre de victoires en carrière détenu jusqu'alors par son ami Carlos Sainz.
7. Le 27 janvier 2008, il devient le premier pilote à s'être imposé à cinq reprises au rallye Monte-Carlo.
8. Il bat le record de victoires au rallye d'Argentine en s'y imposant une quatrième fois le 30 mars 2008.
9. Sébastien Loeb est le troisième pilote non nordique à remporter le rallye de Finlande après sa première victoire aux mille lacs le 3 août 2008.
10. En assurant une troisième place au rallye du Japon 2008, il devient le premier quintuple champion du monde de l'Histoire de la discipline.
11. Après sa victoire acquise le 7 décembre 2008 au rallye de Grande-Bretagne, il devient le premier pilote à s'imposer sur l'ensemble des rallyes classiques du calendrier mondial.
12. Le 5 octobre 2008, il devient le premier pilote à remporter quatre fois le rallye de Catalogne.
13. Il devient le premier pilote à s'imposer sur les six surfaces différentes du WRC à l'issue de sa victoire au rallye de Chypre 2009, sa première dans un environnement mixte terre/asphalte.
14. Il réalise en 2010 le Grand Chelem sur asphalte pour la sixième année consécutive après sa victoire au rallye de France-Alsace, sa dix-huitième consécutive sur cette surface.
15. Son quatre-vingt-dix-huitième podium en carrière acquis lors de sa victoire au rallye de Sardaigne 2011 lui permet de dépasser le précédent record de Carlos Sainz.
16. En décrochant une huitième couronne mondiale à l'issue du rallye de Grande-Bretagne 2011, il devient le pilote le plus titré du sport automobile, surpassant les sept sacres de Michael Schumacher en Formule 1.
17. En s'imposant lors du rallye Monte-Carlo 2013, il devient le premier pilote à décrocher au moins une victoire sur douze saisons consécutives.
18. Il devient lors du rallye de France-Alsace 2013 le premier pilote à dépasser la barre des neuf cents temps scratchs enregistrés en catégorie WRC.
19. Sa quatre-vingtième victoire lors du rallye de Monte-Carlo 2022 fait de lui le vainqueur le plus âgé en championnat du monde des rallyes, à 47 ans et 331 jours.

## Championnat du monde des voitures de tourisme
1. En remportant sa première victoire dans la discipline lors de la deuxième course du meeting marocain 2014, Sébastien Loeb devient le troisième pilote, après Sandro Munari et Walter Röhrl, à s'être imposé à la fois en rallye et sur circuit dans le cadre d'un championnat du monde.
2. Il signe sa première pole position officielle lors de la manche française du championnat 2015, disputée sur le circuit Paul Ricard.

## Championnat du monde de rallycross
1. Le 2 octobre 2016, Sébastien Loeb devient le premier pilote de l'Histoire à s'imposer dans des épreuves de trois championnats du monde FIA différents à la suite de sa première victoire en mondial de rallycross, lors de la manche lettone.

## Distinctions

### 1997
1. Espoir Échappement de l'année

### 2003
1. Prix Roland Peugeot, décerné par l'Académie des Sports et récompensant le plus bel exploit accompli par un Français dans les sports mécaniques

### 2004
1. Autosport International Rally Driver of the Year

### 2005
1. Autosport International Rally Driver of the Year
2. Homme de l'Année du Journal de l'Automobile
3. Prix Micheline Ostermeyer, décerné par le CNOSF pour son fair-play lors du rallye de Grande-Bretagne marqué par la mort de Michael Park[1]
4. Volant d'Or, décerné par Les Étoiles du Sport

### 2006
1. Autosport International Rally Driver of the Year

### 2007
1. Prix Henri Deutsch de la Meurthe, décerné par l'Académie des Sports et récompensant le ou les auteurs d’un fait sportif pouvant entraîner un progrès matériel, scientifique ou moral pour l’humanité
2. Champion des champions français de L’Équipe[2]
3. Sportif français de l'année, décerné par Eurosport

### 2008
1. Autosport International Rally Driver of the Year
2. Abu Dhabi Spirit of the Rally, décerné pour sa quarantième victoire en WRC lors du rallye de Sardaigne 2008[3]
3. Plus grand pilote de rallye de tous les temps, élu par les internautes du site wrc.com[4]

### 2009
1. Chevalier de la Légion d'honneur[5]

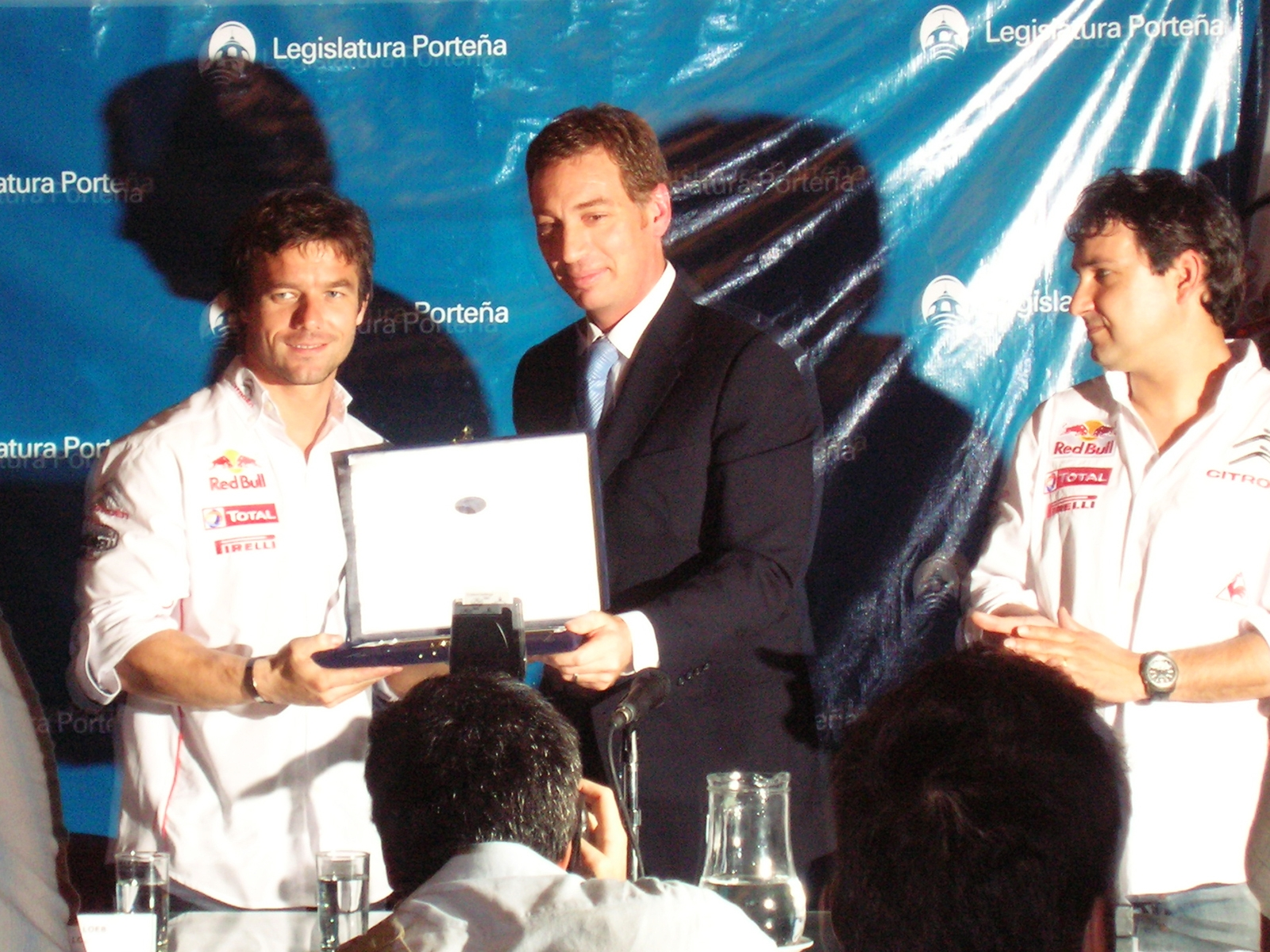
Sébastien Loeb recevant les honneurs de la municipalité de Buenos Aires des mains du sénateur Diego Santilli, en marge du rallye d'Argentine 2009.

2. Champion des champions français de L’Équipe[6]
3. Sportif préféré des Français, sondage TNS Sofres pour L'Équipe magazine[7]
4. Prix du sportif français des auditeurs de Radio France, décerné par Radio France
5. Distinción de la Legislatura Porteña de Buenos Aires, en reconnaissance de sa carrière sportive et décerné lors du rallye d'Argentine[8]
6. Sportif français de l'année, décerné par Eurosport
7. Champion RTL[9]

### 2010
1. Autosport International Rally Driver of the Year
2. Sportif préféré des Français, sondage TNS Sofres pour L'Équipe magazine[10]
3. Volant d'Or FFSA[11]
4. Sportif français de l'année, décerné par Eurosport

### 2011
1. Autosport International Rally Driver of the Year
2. Sportif préféré des Français, sondage TNS Sofres pour L'Équipe magazine[12]
3. Sportif français de l'année, décerné par Eurosport[13]
4. Sosie de cire au Musée Grévin[14]
5. Prix Europtimist du rayonnement international[15]

### 2012
1. Autosport International Rally Driver of the Year
2. Autosport Gregor Grant Award, pour l'ensemble de sa carrière en rallye[16]
3. Palme d'Or du Festival Automobile International[17]
4. Sportif préféré des Français, sondage TNS Sofres pour L'Équipe magazine[18]
5. Personnalité sportive de l'année, sondage Ifop pour Ouest-France[19]
6. Virage Sébastien Loeb sur l'Anneau du Rhin, inauguré le 9 juin 2012 dans le cadre du dixième anniversaire du Festival Auto-Moto[20]

### 2013
1. Vice-président de la commission FIA des pilotes[21]
2. Sportif préféré des Français, sondage TNS Sofres pour L'Équipe magazine[22]
3. Capitaine de l'Équipe de France FFSA Rallye[23]
4. Licence de Platine FFSA[24]

### 2014
1. Pilote français de l'année, élu par Sport Auto Live[25]

### 2015
1. Espace sportif Sébastien Loeb, inauguré à Haguenau le 30 mai 2015[26]